# El ojo del fotógrafo
El ojo del fotógrafo es un mediometraje español de género suspenso estrenado en 1993 y rodado en blanco y negro. Fue coescrito, producido y dirigido por Iñaki Dorronsoro y protagonizado en los papeles principales por José Luis Santos y Marina Oroza, entre otros.
La película fue finalista del premio a los nuevos realizadores de la Academia de Artes y Ciencias de Hollywood, galardón que recayó en la película mexicana El último año nuevo.

## Sinopsis
Un antiguo reportero gráfico lleva ahora una tranquila vida como articulista. Su colaborador sufre un accidente y el fotógrafo que le sustituye hace que el articulista se sienta de nuevo fascinado por la fotografía.

## Reparto
- José Luis Santos como David.
- Joseba Apaolaza como Guillermo.
- Marina Oroza como Eva.
- Rafa Martín como Director periódico.
- Reyes Moleres